# Mytho (série télévisée)
Pour les articles homonymes, voir Mytho.
Mytho est une série télévisée française en douze épisodes d'environ 47 minutes créée par Anne Berest et Fabrice Gobert diffusée entre le 10 octobre 2019 et le 14 octobre 2021 sur Arte, et à partir de décembre 2019 sur Netflix.

## Synopsis
Dans une banlieue pavillonnaire, au sein d'une famille nombreuse, une mère, débordée par sa famille et son travail, va mentir auprès de son entourage, en s'inventant une tumeur au sein,.

## Distribution
- Marina Hands : Elvira Giannini
- Mathieu Demy : Patrick Lambert
- Marie Drion : Carole Lambert
- Jérémy Gillet : Sam Lambert
- Zélie Rixhon : Virginie Lambert
- Jean-Charles Clichet : Jeff Lambert
- Julia Faure : Isa
- Linh-Dan Pham : Brigitte
- Andrea Roncato : Nonno Giannini
- Yves Jacques : M. Brunet
- Anne-Charlotte Pontabry : Clémence, la voisine
- Luca Terracciano : Lorenzo
- Catherine Mouchet : Mme Menard, la voisine membre d'une secte
- Fadily Camara : Channa
- Marie Bouvet : Sandrine

Saison 1 uniquement
- Marceau Ebersolt : Niklas
- Loubna Abidar : Karima
- Clémentine Verdier : Femme SAV
- Françoise Lebrun : Le fantôme de la voisine

Saison 2 uniquement
- Théo Augier : Renan
- Syrus Shahidi : Anton

## Fiche technique
- Titre français : Mytho
- Production : Bruno Nahon et Caroline Nataf
- Création : Anne Berest et Fabrice Gobert
- Réalisation : Fabrice Gobert
- Scénario : Anne Berest
- Photographie : Patrick Blossier
- Décors : Colombe Raby
- Costumes : Bethsabée Dreyfus
- Montage : Bertrand Nail
- Musique : Jean-Benoît Dunckel
- Casting : Adélaïde Mauvernay et Emmanuelle Prévost
- Pays d'origine : France
- Durée : 45 minutes
- Date de sortie : 2019
- Chaîne : Arte
- Plateforme : Netflix

## Production
Le scénario s'inspire de l'enfance de la scénariste Anne Berest, dont la mère a eu un cancer du sein. Après quatre ans d'écriture, le script est repéré par Fabrice Gobert.
La série était à l’origine bouclée, mais la fin a été réécrite à la demande de Fabrice Gobert, pour ouvrir sur une saison 2.
Le personnage de Madame Menard était à l’origine un personnage masculin. Mais la scénariste a décidé de changer pour donner davantage de rôles aux femmes dans la série[réf. souhaitée].
Jean-Benoît Dunckel, qui est membre du groupe Air, avait déjà travaillé avec Fabrice Gobert pour composer la musique du film K.O.[réf. souhaitée].
Le personnage du fantôme est interprété par Françoise Lebrun qui jouait dans La Maman et la Putain de Jean Eustache.
Le personnage de la voisine est interprété par Anne-Charlotte Pontabry alias Cachou dans la série Classe mannequin.
Le 10 octobre 2019, la série commence sa diffusion sur la chaine Arte. La série est diffusée sur Netflix par la suite.
La deuxième saison, dont le tournage a commencé en janvier 2020, est sortie le 7 octobre 2021.
En 2022, la série n'est finalement pas renouvelée pour une troisième saison.

## Accueil critique
Les avis des médias spécialisés sont globalement positifs,,,,,.
Le journal Le Parisien classe Mytho en no 2 des dix séries à ne pas manquer en 2019, juste après la série Chernobyl.
Dans Libération, « Le réalisateur Fabrice Gobert (« les Revenants ») et l’écrivaine Anne Berest cosignent cette excellente série dans laquelle une mère de famille délaissée s’invente une maladie dans l’espoir d’être un peu plus considérée. ».
Sur France Inter, le journaliste Pierre Langlais approuve « la comédie, à la fois étrange, un peu absurde et tout à fait crédible - évidemment poussée un peu sinon ce ne serait pas aussi drôle » et Marjolaine Jarry appuie « Marina Hands est vraiment un James Stewart au féminin : de la comédie américaine à l'ancienne, avec cette droiture, ce personnage qui est la bonté et qui va faire un truc horrible ».
Pour les Inrocks, le spécialiste Olivier Joyard estime que Mytho « confirme sur la longueur son statut singulier, sa verve à la fois comique et inquiétante, son désir de sortir des cadres. ».
Moustique indique que « Mytho jouit d'une mise en scène maîtrisée où humour et drame se mêlent à la perfection ». Le magazine salue les rôles des enfants, « particulièrement bien écrits et modernes, reflétant par exemple la remise en cause des genres ».
Certains médias sont plus réservés :
- pour l’hebdomadaire La Vie : « La Réalisation de Fabrice Gobert peine à convaincre, scènes trop longues, trames de fond incompréhensibles, c’est trop long » ;
- dans le magazine La Dispute sur France Culture, les critiques sont positives sauf celle de la journaliste Iris Brey : « Une héroïne très intéressante en fausse Desperate Housewife. Pour le reste, une série à l’intrigue bâclée, qui m’a ennuyée ».

## Récompenses
- En 2019 lors de la 10e édition du Festival Séries Mania. Selon Télérama « The Virtues et Mytho dominent le palmarès »[15]. Dans la section Compétition officielle, la série obtient le Prix du Public et le Prix d’interprétation féminine pour Marina Hands. L’acteur Mathieu Demy joue son mari dans la série.